# Християнсько-демократична партія Албанії
Християнсько-демократична партія Албанії (алб. Partia Demokristiane e Shqipërisë, PDK) — невелика християнська демократична політична партія в Албанії, заснована у грудні 1991 р.
На парламентських виборах 1996 року, партія отримала лише 1,3 % голосів і жодного місця у Народних зборах. Незважаючи на падіння популярності на виборах 1997 року (1,0 %), ДПК отримала перше місце у парламенті. Вибори 2001 дають ХДП результат без змін, однак партія отримує 3,4 % голосів в 2005 році і отримана двох депутатів. Але з тих пір, ХДП ослаблена розколом, що стався у листопаді 2007 року, і привів до створення Християнсько-демократичного руху Албанії.
З березня 2007 до серпня 2008 міністром охорони здоров'я був лідер партії Нард Ндока.

## Логотип

Колишній логотип